# 梅立本
梅立本（？—？），字秋埃，寧國府宣城縣人，清朝官員。

## 生平
乾隆六年（1741年）拔贡。乾隆十七年（1752年），顺天府乡试中举，任内阁中书，十九年入直軍機章京。乾隆二十二年（1757年），中丁丑科一甲第二名進士。乾隆三十年官至广西学政。乾隆三十四年（1769年）四月，主持鬱林科试，由陆川知县承办接待，梅立本作威作福，滥索銀兩，鞭打差使王升、陈忠等人。最後縣令不堪其辱，在轿内自刎死。事發後梅立本被斩首。